# Goldwörth
Goldwörth település Ausztriában, Felső-Ausztria tartományban, az Urfahrkörnyéki járásban. Tengerszint feletti magassága 262 méter, területe 11 km².

## Elhelyezkedése
Goldwörth Feldkirchen an der Donau, Walding, Ottensheim és Alkoven településekkel határos.

## Népesség
| 2016 | 894 |
| 2018 | 840 |